# Ondřej Kaše
Ondřej Kaše (né le 8 novembre 1995 à Kadaň en République tchèque) est un joueur professionnel tchèque de hockey sur glace. Il évolue au poste d'attaquant. Son frère David est également professionnel.

## Biographie

### Carrière en club
Formé au SK Kadan, il s'aguérit à partir de 2009 avec les équipes de jeunes du KLH Chomutov. Lors de la saison 2012-2013, il joue ses premiers matchs en senior dans la 1.liga avec son club formateur. Lors du repêchage d'entrée dans la LNH 2014, il est choisi au septième tour, en 205e choix au total par les Ducks d'Anaheim. Il découvre l'Extraliga en 2013 avec le Piráti Chomutov. Il remporte la 1.liga 2015 avec le club de Chomutov qui avait été relégué un an auparavant. Il part en Amérique du Nord et est assigné aux Gulls de San Diego, club ferme des Ducks dans la Ligue américaine de hockey. Le 2 novembre 2016, il joue son premier match dans la Ligue nationale de hockey avec les Ducks face aux Penguins de Pittsburgh. Il inscrit sa première assistance le 4 novembre face aux Coyotes de l'Arizona. Il marque son premier but le 1er décembre 2016 chez les Canucks de Vancouver.
Le 21 février 2020, il est échangé aux Bruins de Boston en retour de David Backes, du défenseur Axel Andersson et d'un choix de 1re ronde en 2020.

### Carrière internationale
Il représente la République tchèque en sélections jeunes.

## Statistiques

### En club
| Saison     | Équipe                    | Ligue      |     | Saison régulière | Saison régulière | Saison régulière | Saison régulière | Saison régulière |   | Séries éliminatoires | Séries éliminatoires | Séries éliminatoires | Séries éliminatoires | Séries éliminatoires |
| Saison     | Équipe                    | Ligue      | PJ  | B                | A                | Pts              | Pun              | PJ               | B | A                    | Pts                  | Pun                  |                      |                      |
| 2012-2013  | SK Kadan                  | 1.liga     | 9   | 2                | 1                | 3                | 2                | 4                | 1 | 0                    | 1                    | 0                    |                      |                      |
| 2013-2014  | Piráti Chomutov           | Extraliga  | 37  | 4                | 3                | 7                | 10               | -                | - | -                    | -                    | -                    |                      |                      |
| 2013-2014  | SK Kadan                  | 1.liga     | 5   | 3                | 1                | 4                | 0                | -                | - | -                    | -                    | -                    |                      |                      |
| 2014-2015  | Piráti Chomutov           | 1.liga     | 37  | 7                | 14               | 21               | 8                | 11               | 6 | 5                    | 11                   | 4                    |                      |                      |
| 2015-2016  | Gulls de San Diego        | LAH        | 25  | 8                | 6                | 14               | 6                | 9                | 1 | 3                    | 4                    | 0                    |                      |                      |
| 2016-2017  | Gulls de San Diego        | LAH        | 14  | 6                | 6                | 12               | 4                | 3                | 0 | 1                    | 1                    | 0                    |                      |                      |
| 2016-2017  | Ducks d'Anaheim           | LNH        | 53  | 5                | 10               | 15               | 18               | 9                | 2 | 0                    | 2                    | 4                    |                      |                      |
| 2017-2018  | Ducks d'Anaheim           | LNH        | 66  | 20               | 18               | 38               | 14               | 4                | 0 | 0                    | 0                    | 0                    |                      |                      |
| 2017-2018  | Gulls de San Diego        | LAH        | 1   | 0                | 0                | 0                | 0                | -                | - | -                    | -                    | -                    |                      |                      |
| 2018-2019  | Ducks d'Anaheim           | LNH        | 30  | 11               | 9                | 20               | 2                | -                | - | -                    | -                    | -                    |                      |                      |
| 2019-2020  | Ducks d'Anaheim           | LNH        | 49  | 7                | 16               | 23               | 10               | -                | - | -                    | -                    | -                    |                      |                      |
| 2019-2020  | Bruins de Boston          | LNH        | 6   | 0                | 1                | 1                | 4                | 11               | 0 | 4                    | 4                    | 2                    |                      |                      |
| 2020-2021  | Bruins de Boston          | LNH        | 3   | 0                | 0                | 0                | 0                | -                | - | -                    | -                    | -                    |                      |                      |
| 2021-2022  | Maple Leafs de Toronto    | LNH        | 50  | 14               | 13               | 27               | 14               | 7                | 0 | 3                    | 3                    | 6                    |                      |                      |
| 2022-2023  | Hurricanes de la Caroline | LNH        | 1   | 0                | 0                | 0                | 0                | -                | - | -                    | -                    | -                    |                      |                      |
| 2023-2024  | HC Litvínov               | Extraliga  | 48  | 23               | 31               | 54               | 25               | 13               | 1 | 6                    | 7                    | 8                    |                      |                      |
| Totaux LNH | Totaux LNH                | Totaux LNH | 258 | 57               | 67               | 124              | 62               | 31               | 2 | 7                    | 9                    | 12                   |                      |                      |

### En équipe nationale
| Année | Équipe                    | Compétition                  |    | PJ | B | A | Pts | Pun | +/-           |  | Résultat |
| 2013  | République tchèque M18    | Championnat du monde -18 ans | 5  | 1  | 2 | 3 | 0   | -3  | 7e place      |  |          |
| 2014  | République tchèque junior | Championnat du monde junior  | 5  | 1  | 2 | 3 | 0   | -3  | 6e place      |  |          |
| 2015  | République tchèque junior | Championnat du monde junior  | 5  | 1  | 1 | 2 | 0   | +1  | 6e place      |  |          |
| 2024  | Tchéquie                  | Championnat du monde         | 10 | 3  | 4 | 7 | 4   | +7  | Médaille d'or |  |          |